# Xã Washington, Quận Brown, Kansas
Xã Washington (tiếng Anh: Washington Township) là một xã thuộc quận Brown, tiểu bang Kansas, Hoa Kỳ. Năm 2010, dân số của xã này là 507 người.